# منطقة عمليات سفوح جبال الألب
منطقة العمليات في سفوح جبال الألب (بالألمانية: Operationszone Alpenvorland)‏ ( أوزاف )؛ (بالإيطالية: Zona d'operazione Prealpi)‏ كان حيًا ألمانيًا نازيًا في منطقة شبه جبال الألب تم إنشاؤه في الأراضي الإيطالية خلال الحرب العالمية الثانية. 

## الأصل والجغرافيا
تأسست منطقة عمليات سفوح جبال الألب في 10 سبتمبر 1943 من قبل الفيرماخت الألماني المحتل، كرد فعل على هدنة الحلفاء مع إيطاليا أعلنت قبل يومين من غزو الحلفاء لإيطاليا. وهي تضم مقاطعات بيلونو وبولزانو وترينتو. في منطقة العمليات من البحر الادرياتيكي الساحلية، التي تضم محافظات أوديني، جورز، تريست، بولا، رييكا، كفارنير الخليج وليوبليانا تأسست في نفس اليوم. تنتمي منطقتا العمليات رسميًا إلى الجمهورية الاجتماعية الإيطالية (RSI)، التي حكمت تلك المناطق الإيطالية التي تديرها سالو في بحيرة غاردا ولم يشغلها الحلفاء بعد.

## الإدارة
كان يدير منطقة عمليات سفوح جبال الألب المفوض السامي فرانز هوفر. كانت تدار المنطقة كجزء من رايخسجاو تيرول فورارلبرغ.  كانت عاصمة المنطقة بولسانو. أراد هوفر أن يدمج منطقة العمليات إلى غاو، وبالتالي جلب إعادة توحيد تيرول والقيامة الإقليمية للتاج النمساوي القديم في تيرول.  لم يحدث هذا، حيث أراد هتلر إظهار اهتمام موسوليني، على الرغم من أن حكومة سالو كان لها نفوذ في المنطقة خلال الحكم الألماني. 